# 李鸿章家族当铺
李鸿章家族当铺，位于安徽省合肥市庐阳区红星路177号省外贸宿舍。当铺始建于清代，主体建筑面东共三进，与柘皋李鸿章当铺、烔炀李鸿章当铺同为李氏家族产业。2011年列为第四批合肥市文物保护单位。2023年合肥市发改委招标对李鸿章家族当铺进行修缮。